# Stratford (Wyspa Księcia Edwarda)
Stratford – miasto (ang. town) w Kanadzie, w południowej części Wyspy Księcia Edwarda.